# هون ۱۷
هون ۱۷ یک گروه موج نو از انگلستان بود که در سال ۱۹۸۰ توسط گلن گرگوری (خواننده) مارتین وار (خواننده/کیبوردیست/ترانه‌سرا) و ایان کریگ مارش (گیتاریست/خواننده) تشکیل شد.